# IC 1408
IC 1408 ist eine linsenförmige Galaxie vom Hubble-Typ S0 im Sternbild Steinbock auf der Ekliptik. Sie ist schätzungsweise 242 Mio. Lichtjahre von der Milchstraße entfernt und hat einen Durchmesser von etwa 70.000 Lj.
Das Objekt wurde am 2. November 1891 von Stéphane Javelle entdeckt.